# Judy Rankin
Judy Rankin, född 18 februari 1945 i St Louis, Missouri, är en amerikansk tidigare professionell golfspelare.
Rankin började spela golf vid sex års ålder och blev professionell 1962. Det dröjde till 1968 före den första segern men därefter vann hon 26 tävlingar på LPGA Tour. Hon vann penningligan 1976 och 1977 och slutade bland de tio bästa i penningligan elva gånger mellan 1965 och 1979. Hon vann aldrig någon majortävling men slutade tvåa i 1972 års US Womens Open samt i 1976 och 1977 års LPGA Championship.
Hon var kapten för USA:s lag i Solheim Cup 1996 och 1998.

## Meriter

### LPGA-segrar
- 1968 Corpus Christi Civitan Open
- 1970 George Washington Golf Classic, Springfield Jaycee Open, Lincoln-Mercury Open
- 1971 Quality-First Classic
- 1972 Lady Eve Open, Heritage Village Open
- 1973 American Defender-Raleigh Classic, Lady Carling Open, Pabst Ladies Classic, GAC Classic
- 1974 Baltimore Classic
- 1975 National Jewish Hospital Open
- 1976 Burdine's Invitational, Colgate-Dinah Shore Winner's Circle, Karsten-PING Open, Babe Zaharias Invitational, Borden Classic, Colgate-Hong Kong Open
- 1977 Orange Blossom Classic, Bent Tree Classic, Mayflower Classic, Peter Jackson Classic, Colgate European Women's Open
- 1978 WUI Classic
- 1979 WUI Classic.

### Inofficiella segrar
- 1974 Colgate European Open
- 1977 LPGA National Team Championship (med JoAnne Carner)

### Utmärkelser
- 1976 Rolex Player of the Year, Vare Trophy
- 1977 Rolex Player of the Year, Vare Trophy
- 1998 William and Mousie Powell Award
- 1999 Patty Berg Award
- 2000 World Golf Hall of Fame
- 2002 Bob Jones Award